# Tsutomu Sonobe
Tsutomu Sonobe (Prefettura di Ibaraki, 29 marzo 1958) è un ex calciatore giapponese, di ruolo difensore.

## Statistiche

### Presenze e reti nei club
| Stagione | Squadra      | Campionato | Campionato | Campionato |
| Stagione | Squadra      | Comp       | Pres       | Reti       |
| -------- | ------------ | ---------- | ---------- | ---------- |
| 1976     | Fujita Kogyo | JSL1       | ?          | ?          |
| 1977     | Fujita Kogyo | JSL1       | 18         | ?          |
| 1978     | Fujita Kogyo | JSL1       | ?          | ?          |
| 1979     | Fujita Kogyo | JSL1       | 18         | ?          |
| 1980     | Fujita Kogyo | JSL1       | ?          | ?          |
| 1981     | Fujita Kogyo | JSL1       | 17         | ?          |
| 1982     | Fujita Kogyo | JSL1       | ?          | ?          |
| 1983     | Fujita Kogyo | JSL1       | ?          | ?          |
| 1984     | Fujita Kogyo | JSL1       | ?          | ?          |
| 1985-86  | Fujita       | JSL1       | ?          | ?          |
| 1986-87  | Fujita       | JSL1       | ?          | ?          |
| 1987-88  | Fujita       | JSL1       | ?          | ?          |
| 1988-89  | Fujita       | JSL1       | ?          | ?          |
|          | Totale       |            | 173        | 2          |